# جمهورية أيرلندا في كأس العالم 1990
هذا المقال عن مشاركة منتخب أيرلندا لكرة القدم في كأس العالم لكرة القدم 1990 التي نظمت في إيطاليا ما بين 8 يونيو و8 يوليو 1990.

## التشكيلة
هذه قائمة اللاعبين الـ 23 المشاركون في مونديال 1990:
الناخب:  جاك تشارلتون

| رقم. | المركز. | اسم اللاعب      | تاريخ الميلاد (العمر)     | لعب | النادي              |
| ---- | ------- | --------------- | ------------------------- | --- | ------------------- |
| 1    | حارس    | باكي بونر       | 24 مايو 1960 (العمر 30)   | 38  | Celtic              |
| 2    | مدافع   | Chris Morris    | 24 ديسمبر 1963 (العمر 26) | 21  | Celtic              |
| 3    | مدافع   | ستيف ستاونتون   | 19 يناير 1969 (العمر 21)  | 13  | Liverpool           |
| 4    | مدافع   | ميك مكارثي (c)  | 7 فبراير 1959 (العمر 31)  | 42  | Millwall            |
| 5    | مدافع   | Kevin Moran     | 29 أبريل 1956 (العمر 34)  | 55  | Blackburn Rovers    |
| 6    | وسط     | روني ويلان      | 25 سبتمبر 1961 (العمر 28) | 38  | Liverpool           |
| 7    | مدافع   | Paul McGrath    | 4 ديسمبر 1959 (العمر 30)  | 36  | Aston Villa         |
| 8    | وسط     | راي هويتون      | 9 يناير 1962 (العمر 28)   | 29  | Liverpool           |
| 9    | مهاجم   | جون ألدريج      | 18 سبتمبر 1958 (العمر 31) | 30  | ريال سوسيداد        |
| 10   | مهاجم   | توني كاسكارينو  | 1 سبتمبر 1962 (العمر 27)  | 21  | Aston Villa         |
| 11   | وسط     | Kevin Sheedy    | 21 أكتوبر 1959 (العمر 30) | 28  | Everton             |
| 12   | مدافع   | ديفيد أوليري    | 2 مايو 1958 (العمر 32)    | 51  | Arsenal             |
| 13   | وسط     | أندي تاونسند    | 23 يوليو 1963 (العمر 26)  | 12  | Norwich City        |
| 14   | مدافع   | كريس هويتون     | 11 ديسمبر 1959 (العمر 30) | 50  | Tottenham Hotspur   |
| 15   | مهاجم   | بيرني سلافن     | 13 نوفمبر 1960 (العمر 29) | 4   | Middlesbrough       |
| 16   | وسط     | John Sheridan   | 1 أكتوبر 1964 (العمر 25)  | 8   | Sheffield Wednesday |
| 17   | مهاجم   | نيال كوين       | 6 أكتوبر 1966 (العمر 23)  | 15  | Manchester City     |
| 18   | مهاجم   | فرانك ستابليتون | 10 يوليو 1956 (العمر 33)  | 71  | Blackburn Rovers    |
| 19   | مهاجم   | David Kelly     | 25 نوفمبر 1965 (العمر 24) | 6   | Leicester City      |
| 20   | مدافع   | John Byrne      | 1 فبراير 1961 (العمر 29)  | 19  | Le Havre            |
| 21   | وسط     | ألان مكلولين    | 20 أبريل 1967 (العمر 23)  | 1   | Swindon Town        |
| 22   | حارس    | جيري بيتون      | 20 مايو 1956 (العمر 34)   | 28  | Bournemouth         |

*Niall Quinn was registered as Ireland's third goalkeeper

## المنافسة

### الدور الأول
| م | الفريق          | لعب | ف | ت | خ | أ.له | أ.ع | أ.ف | نقاط | التأهل                      |
| - | --------------- | --- | - | - | - | ---- | --- | --- | ---- | --------------------------- |
| 1 | إنجلترا         | 3   | 1 | 2 | 0 | 2    | 1   | +1  | 4    | تقدم إلى مرحلة خروج المغلوب |
| 2 | جمهورية أيرلندا | 3   | 0 | 3 | 0 | 2    | 2   | 0   | 3    | تقدم إلى مرحلة خروج المغلوب |
| 3 | هولندا          | 3   | 0 | 3 | 0 | 2    | 2   | 0   | 3    | تقدم إلى مرحلة خروج المغلوب |
| 4 | مصر             | 3   | 0 | 2 | 1 | 1    | 2   | −1  | 2    |                             |

1. 1 2  انهى جمهورية أيرلندا وهولندا دور المجموعات بنتائج متطابقة مع ضمان تقدم كلا الفريقين، تم تقسيمهما عن طريق القرعة لتحديد المركزين الثاني والثالث.

#### إنجلترا - أيرلندا
جرت مباراة منتخب أيرلندا الأولى في 11/06/90، وسط حضور جماهيري بلغ 35,238 متفرج غص بهم ملعب سانت إليا، كالياري. انطلقت المباراة التي جمعته بـمنتخب إنجلترا على الساعة 21:00 تحت إدارة الحكم أرون شمدهوبر (اتحاد ألمانيا لكرة القدم). وانتهت بـ تعادل أيرلندا أمام منتخب إنجلترا بنتيجة 1-1.

| إنجلترا        | 1–1   | جمهورية أيرلندا |
| -------------- | ----- | --------------- |
| غاري لينيكر 8' | تقرير | كيفن شيدي 73'   |

#### أيرلندا - مصر
في مقابلته الثانية في 17/06/90، تعادل منتخب أيرلندا أمام منتخب مصر بنتيجة 0-0. انطلقت المباراة، التي حضرها جمهور قدر بـ 33,288 متفرج، على الساعة 17:00
بملعب ملعب رينزو باربيرا، باليرمو وتحت إدارة الحكم مارسيل فان لنجنهوف (الاتحاد الملكي البلجيكي لكرة القدم).

| جمهورية أيرلندا | 0–0   | مصر |
| --------------- | ----- | --- |
|                 | تقرير |     |

#### أيرلندا - هولندا
لعب منتخب أيرلندا مباراته الثالثة أمام منتخب هولندا في ملعب رينزو باربيرا، باليرمو بتاريخ 21/06/90. بدأت المقابلة على الساعة 21:00 يديرها الحكم ميتشيل فواتروت (اتحاد فرنسا لكرة القدم) وتحت أنظار 33,288 متفرج حضروا لمتابعة اللقاء من على مدرجات الملعب. ليخرج منتخب أيرلندا متعادلا بنتيجة 1-1.

| جمهورية أيرلندا | 1–1   | هولندا        |
| --------------- | ----- | ------------- |
| نيال كوين 71'   | تقرير | رود خوليت 10' |

### دور ثمن النهائي
في مباراة ثمن النهائي التي لعبت في 25/06/90 ابتداءا من الساعة 17:00، واجه منتخب أيرلندا نظيره منتخب رومانيا. أدار اللقاء الحكم الدولي خوسيه روبرتو رايت (اتحاد البرازيل لكرة القدم)، وسط حضور جماهيري بلغ 31,818 متفرج غصت بهم مدرجات ملعب لويجي فيراريس، جنوة. تمكن منتخب أيرلندا من الفوز على منافسه بعد أن انتهى اللقاء بنتيجة 0-0 وركلات الترجيح بنتيجة 5-4.

| 25 يونيو 1990                                                         | جمهورية أيرلندا | 0–0 (ب.و.إ) 5–4 ( ر.ج.ت)                                                | رومانيا | ملعب لويجي فيراريس, جنوة                                            |  |  |
| 17:00                                                                 |                 | [تقرير التقرير]                                                         |         | الحضور: 31٬818 الحكم: خوسيه روبرتو رايت (اتحاد البرازيل لكرة القدم) |  |  |
|                                                                       |                 | ركلات جزاء ترجيحية                                                      |         |                                                                     |  |  |
| كيفن شيدي · راي هويتون · أندي تاونسند · توني كاسكارينو · ديفيد أوليري |                 | جورجي هاجي · دانوت لوبو · يوسيف روتاريو · يوان لوبيسكو · دانيال تيموفتي |         |                                                                     |  |  |
|                                                                       |                 |                                                                         |         |                                                                     |  |  |
|                                                                       |                 |                                                                         |         |                                                                     |  |  |

### دور ربع النهائي
في مباراة ربع النهائي التي لعبت في 30/06/90 ابتداءا من الساعة 21:00، واجه منتخب أيرلندا نظيره منتخب إيطاليا. أدار اللقاء الحكم الدولي كارلوس سيلفا فالينتي (اتحاد البرتغال لكرة القدم)، وسط حضور جماهيري بلغ 73,303 متفرج غصت بهم مدرجات ملعب أولمبيكو، روما. لم يتمكن منتخب أيرلندا من الفوز على منافسه بعد أن انتهى اللقاء بنتيجة 0-1.

| 30 يونيو 1990 | جمهورية أيرلندا | 0–1             | إيطاليا                | ملعب أولمبيكو, روما                                                    |  |  |
| 21:00         |                 | [تقرير التقرير] | سالفاتوري سكيلاتشي 38' | الحضور: 73٬303 الحكم: كارلوس سيلفا فالينتي (اتحاد البرتغال لكرة القدم) |  |  |
|               |                 |                 |                        |                                                                        |  |  |
|               |                 |                 |                        |                                                                        |  |  |

### مقالات ذات صلة
- منتخب أيرلندا لكرة القدم
- كأس العالم لكرة القدم 1990

### وصلات خارجية
قالب:تشكيلة أيرلندا في كأس العالم لكرة القدم 1990